# Falogocentrismo
El término falogocentrismo es un neologismo introducido por el filósofo francés Jacques Derrida en su texto La farmacia de Platón. Surge de la combinación de los conceptos de logocentrismo y falocentrismo, para nombrar el lugar central otorgado por el psicoanálisis (sobre todo de Freud y de Lacan) al «significante trascendental» falo y por la filosofía occidental al logos y el simbolismo del falo. Se aplica en la deconstrucción y hace referencia al privilegio de lo masculino en la construcción del significado. Es además utilizado en lingüística y sociología.

## Falogocentrismo en Derrida

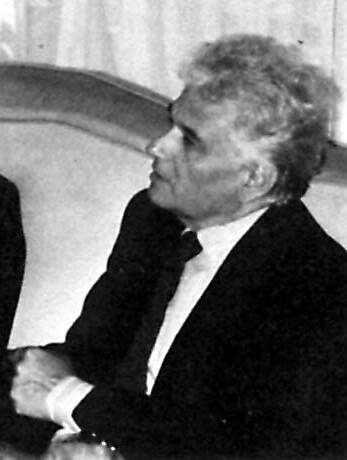
Jacques Derrida.

Derrida introduce el término falogocentrismo en el texto «Tímpano», en Márgenes - de la filosofía en 1972. También está incluido en el libro El animal que por lo tanto soy. Sirve para denunciar el hecho de que los humanos, y más concretamente los varones, han «monopolizado el habla (lógos) durante demasiado tiempo, ejerciendo un dominio ilegítimo sobre seres privados de palabras», a saber, los animales.
Propiamente, Derrida intenta exponer que lo que hoy ha devenido como asunto o problema de géneros ha sido históricamente una generalización del género masculino: esta asimilación histórica, no exenta de coerción, está expresada en el encolado que el filósofo hace entre falocentrismo y logocentrismo, con el resultado de "falogocentrismo".
El feminismo ha compartido esta terminología del filósofo argelino, por ejemplo en el caso de Catherine Clément y Hélène Cixous en The Newly Born Woman (La mujer recién nacida, 1975). En estas teóricas aparecen figuras retóricas semejantes a las de colonización territorial que ahora se atribuyen al género femenino. 
Wayne Borody, profesor de filosofía de Nipissing University, no acuerda con las posturas radicales tales como las de las feministas de arriba, considerando que el término ha simplificado la historia occidental. Un ejemplo sería el de que en la cultura occidental, más allá de la cuestión de géneros, han tenido prevalecencia ideas aporéticas, tanto en la religión, como en la filosofía y la ciencia. Para Borody el argumento falogocéntrico funciona del mismo modo que una metanarrativa, sostiendo una actitud maniquea que se parece a la de los colonizadores del Nuevo Mundo cuando llamaban a las culturas nativas «salvajes».

## En Luce Irigaray
En 1974, la psicoanalista y filósofa Luce Irigaray retomó el término derridiano para teorizar una diferenciación de la sexualidad femenina.